# Bowman Bank
Bowman Bank – ławica (bank) w kanadyjskiej prowincji Nowa Szkocja, w hrabstwie Antigonish, w zatoce St. Georges Bay (45°39′29″N, 61°41′36″W); nazwa urzędowo zatwierdzona 4 marca 1954.